# Universal Televisión
Universal Televisión es un canal de televisión abierta venezolano con sede en la ciudad de Acarigua.

## Eslóganes
- Desde 2002: Más cerca de ti